# ハナホウキタケ
ハナホウキタケ（花箒茸、学名: Ramaria formosa）は、ラッパタケ目ラッパタケ科ホウキタケ属のキノコ。英語圏ではbeautiful clavariaやhandsome clavariaのほか、yellow coral fungus、tipped coral fungus、pink coral fungusなどとも呼ばれる。
ヨーロッパや北アメリカに分布しており、疝痛、吐き気、下痢などをもたらす緩効性の毒を含むことで広く知られている。高さは20cm程度で、ピンクのような色で多く枝分かれしたサンゴのような形をしており、同じ形のものが北アメリカで収集されている。これはヨーロッパの標本と違い、苦味を欠いており、違う種であるとも指摘されている。

## 分類
この種を初めて記載したのはChristian Hendrik Persoonであり、1797年にClavaria formosaとして分類されている。その後、1888年に菌学者のLucien Quéletによって現在の属へ移動された。属名であるRamariaはラテン語で枝を表すrāmusから来ており、formosaは同じくラテン語で美しいを意味するformōsusにちなんでいる。
この種の特徴は多くのホウキタケ類に説明が適合し、適用があいまいで二項名のようであるため、いくつかの混乱が起きている。また、いくつかの採取品から北アメリカの種は別種ではないかと考えられている。英語圏ではbeautiful clavaria、handsome clavaria、pink coral fungusなど、多くの一般名を持っている。
ホウキタケ属については不明な点も多く、日本では赤色系統のホウキタケ類を、種に関係なく便宜的に「ハナホウキタケ」と称している場合も多い。また黄色いホウキタケは「キホウキタケ」（黄箒茸）と総称していることが多い。日本産のホウキタケ類の分類については不詳であることから、精力的に再検討が進められている。

## 特徴
子実体は傘がなく、多数枝分かれしたサンゴのような形をしている。高さは10 - 15センチメートル (cm) 程度まで成長する。ホウキタケ類は赤色、肌色、オレンジ色、黄色、白色、焦げ茶色などさまざまな色があり、枝が厚い基部から突き出ている。枝の末端は直径0.5cm程度である。若いものは白く、可食のものは若いときから黄色いため、この特徴は重要である。古い標本では色が褪せるため、元の色を区別するのは難しい。
柄は枝の着色部位よりも淡色。縦に裂くことができるもの、脆いものなどさまざまな形態がある。肉を傷つけると赤褐色に変化するものがある。
子実体の枝の着色部分の表面に胞子ができる。胞子紋は黄色い。
匂いは不快で、味は苦い。しかしながら、北アメリカではこの苦味が不明瞭なものが報告されている。日本産のハナホウキタケでは、新鮮な大根を切ったときのような匂いがあるといわれる。

## 分布・生息地
汎世界的に分布するといわれ、ヨーロッパ各地、北アメリカでも見つかっており、日本でも見られる。
外生菌根菌（共生性）。ホウキタケ類は夏から秋にかけて、さまざまな林内の地上に、まれに枯れ木に発生する。日本でハナホウキタケとよばれる種もさまざまあり、主に初秋にブナやコナラなどの広葉樹林に発生するものが多く、夏から初秋にモミ・ツガ林に発生するものも知られている。西部の種では針葉樹の下などに見られることが知られる。

## 食毒
この種を食すると消化器系に悪影響をおよぼし、食後数十分から3時間ほどで嘔吐、疝痛のような腹痛、下痢などの胃腸系の中毒症状が現れる。その後、脱水症状、アシドーシス、けいれん、ショック症状を引き起こすこともある。
原因の毒素については現在は知られていない。刺激性の先端部を取り除けば食用になるとの報告もある。毒成分以外の化合物として、ピスチラリン（苦味成分）や、ポリアセチレン系化合物が含まれていることが判明している。

## 類似するキノコ
食用になるホウキタケ（Ramaria botrytis）とよく似ている。ホウキタケは秋にアカマツなど針葉樹林に発生する。